# 광명 번역 징비록
광명 번역 징비록(光明 飜譯 懲毖錄)은 대한민국 경기도 광명시 소하2동, 충현박물관에 있는 책이다. 2010년 3월 23일 경기도의 유형문화재 제234호로 지정되었다.

## 개요
한글로 번역하여 여성들이 읽도록 하였다는 사실을 보여준다는 점과 한글 번역본으로 알려진 책으로 유일하다는 점에서 가치가 크다.

## 같이 보기
- 충현박물관

## 참고 자료
- 광명 번역 징비록 - 국가유산청 국가유산포털